# 單帶尖唇魚
單帶尖唇魚（学名：Oxycheilinus unifasciatus），又名單帶龍;汕散仔、闊嘴郎、單帶鸚鯛、玫瑰鸚鯛，为輻鰭魚綱鱸形目隆頭魚亞目隆頭魚科尖唇魚屬下的一个种，分布於東印度洋及太平洋區，從聖誕島至土阿莫土群島、馬克薩斯群島，北起琉球群島，南迄新喀里多尼亞、澳洲西北部海域，棲息深度1-160公尺，體長可達46公分，棲息在潟湖及珊瑚礁區，通常獨居性，屬肉食性，以魚類、甲殼類等為食，可作為觀賞魚及食用魚，另外有雪卡魚毒的紀錄。